# Acer floridanum
Acer floridanum é uma espécie de árvore do gênero Acer, pertencente à família Aceraceae.